# Jonathan Coeffic
Jonathan Coeffic, francoski veslač, * 1. junij 1981, Villeurbanne.
Coeffic je za Francijo nastopil na Poletnih olimpijskih igrah 2004 in 2008.
Na Poletnih olimpijskih igrah 2008 v Pekingu za Francijo nastopil kot veslač dvojnega četverca, ki je tam osvojil bronasto medaljo.
Leto pred tem je na Svetovnem prvenstvu v Münchnu v dvojnem četvercu osvojil srebrno medaljo.